# Brutachiové
Brutachiové nebo Brutakiové byl s největší pravděpodobností turecký kmen, který byl pravděpodobně pozůstatkem Chazarů, případně Kypčaků konvertujících na judaismus, případně byl přidružený Krymčákům nebo Karaimům.

## Původ Brutachiů
Další možností je, že Brutachiové byli nějakým způsobem spojeni s Horskými Židy z Dagestánu, kteří byli přesvědčeni, že ve své historií vládli na některých místech nezávislým státem.
Giovanni di Plano Carpini, který byl v 13. století papežský vyslanec u dvoru Mongolského chána Güjüka, vydal seznam Mongoly dobytých národů. Mezi nimi se uvádějí kmeny Kavkazu, Černomořské stepi a Kaspického moře, jako Brutachiové, který byli židovského vyznání. Dále poukazuje na to, že Brutachiové nosili své hlavy vyholené, což bylo společenskou vlastností Turků. Někteří učenci spekulují, že slovo „Brutachi“ může být zkomolenina „Brutas“ nebo „Burtas“, což bylo stepní pokolení nejisté etnické příslušnosti, zmíněné v jiných středověkých zdrojích.